# 夷離堇
夷離堇，又作夷離巾，中国辽朝官名，金朝作移里堇，来自突厥官号俟斤（Irkin/Erkin/Erkan）；“俟斤”为突厥-回鹘语意为“智慧”，在契丹语中成了契丹族各部统军马大官的名称，后改为大王。据《辽史·国语解》称：“夷离堇，统军马大官。”，在契丹立国前，夷離堇即已存在，拥有很大权力。另外北魏也有官号俟勤（即俟斤），《南齐书·魏虏传》（卷57）中称其职“比尚书”。耶律阿保机在担任契丹可汗前曾担任于越兼夷離堇。